# Xã La Belle, Quận Lewis, Missouri
Xã La Belle (tiếng Anh: La Belle Township) là một xã thuộc quận Lewis, tiểu bang Missouri, Hoa Kỳ. Năm 2010, dân số của xã này là 1.607 người.